# Knížky do dětských domovů

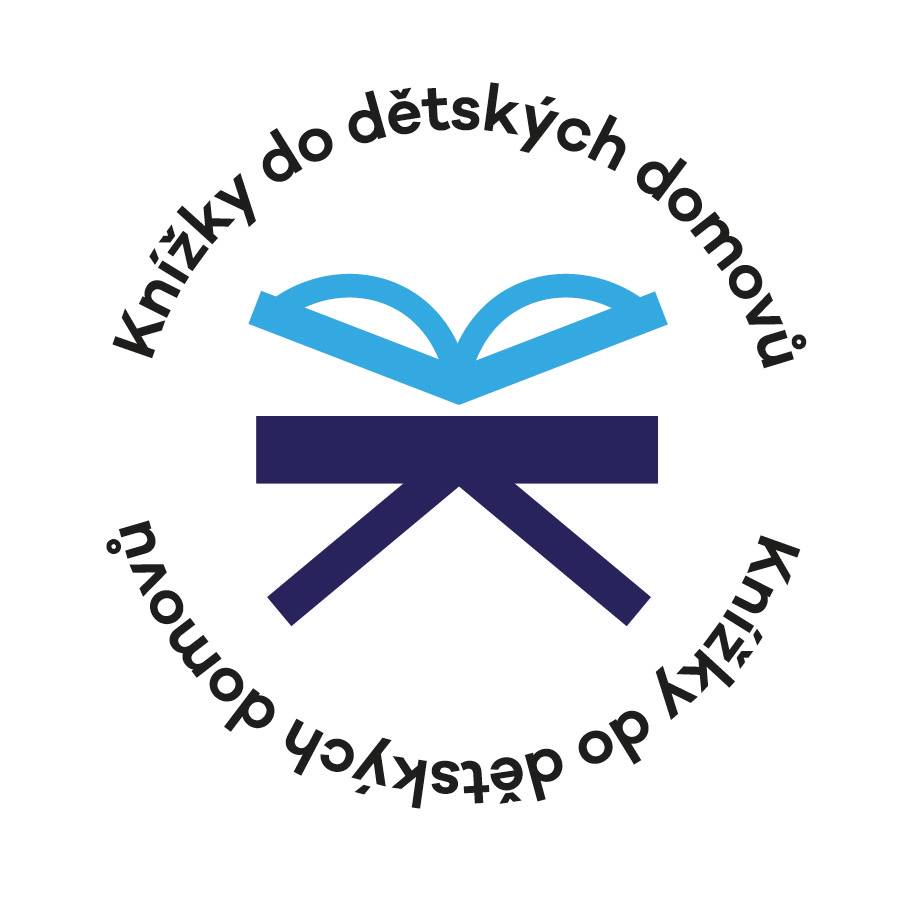
Logo projektu Knížky do dětských domovů

Projekt Knížky do dětských domovů je nezisková iniciativa zacílená na darování knih dětem v ústavní péči. Spolupracuje s  dětskými domovy a jinými ústavy napříč Českou republikou. Skrze sociální sítě a média dává občanům možnost darovat kvalitní knihy, ideálně s vepsaným vzkazem či věnováním. Tyto knihy se poté skrze organizátory a občany vytvořená sběrná místa předávají do dětských domovů. Plošné pokrytí sběrných míst vzniká ve spolupráci s  městskými knihovnami.
Vznikl na základě přání dětí umístěných v ústavní péči. Autorkou projektu je spolu s Pavlínou Vočkovou, Terezií Neradilovou a Sarah Bukowski, psychoterapeutka Markéta Řeřichová.